# Pływanie na Letnich Igrzyskach Olimpijskich 2008 – 200 m stylem zmiennym mężczyzn
200 m stylem zmiennym mężczyzn – jedna z konkurencji pływackich, które odbyły się podczas XXIX Igrzysk Olimpijskich. Eliminacje miały miejsce 13 sierpnia, półfinał 14 sierpnia, a finał konkurencji 15 sierpnia. Wszystkie etapy konkurencji przeprowadzone zostały na Pływalni Olimpijskiej w Pekinie.
Tytuł mistrza olimpijskiego z Aten obronił Michael Phelps ze Stanów Zjednoczonych, który ustanowił nowy rekord świata (1:54,23). Zdobył tym samym swój szósty złoty medal na tych igrzyskach i dwunaste złoto w jego karierze. Srebro wywalczył Węgier László Cseh, bijąc jednocześnie rekord Europy (1:56,52). Trzecie miejsce zajął Amerykanin Ryan Lochte, który popłynął tylko 0,01 s wolniej od Cseha.

## Terminarz
Wszystkie godziny podane są w czasie chińskim (UTC+08:00) oraz polskim (CEST).
| Data             | Godzina rozpoczęcia | Godzina rozpoczęcia |            |
| Data             | UTC+08:00           | CEST                |            |
| ---------------- | ------------------- | ------------------- | ---------- |
| 13 sierpnia 2008 | 19:42               | 13:42               | Eliminacje |
| 14 sierpnia 2008 | 11:10               | 05:10               | Półfinały  |
| 15 sierpnia 2008 | 10:48               | 04:48               | Finał      |

## Rekordy
Przed zawodami rekord świata i rekord olimpijski wyglądały następująco:
| Rekord            | Zawodnik       | Czas    | Miejsce | Data             |
| ----------------- | -------------- | ------- | ------- | ---------------- |
| Rekord świata     | Michael Phelps | 1:54,80 | Omaha   | 5 lipca 2008     |
| Rekord olimpijski | Michael Phelps | 1:57,14 | Ateny   | 19 sierpnia 2004 |

W trakcie zawodów ustanowiono następujące rekordy:
| Data        | Etap konkurencji | Zawodnik       | Czas    | Rekord |
| ----------- | ---------------- | -------------- | ------- | ------ |
| 15 sierpnia | finał            | Michael Phelps | 1:54,23 | ,      |

## Wyniki

### Eliminacje
| Miejsce | Wyścig | Tor | Zawodnik            | Państwo           | Czas      | Uwagi |
| ------- | ------ | --- | ------------------- | ----------------- | --------- | ----- |
| 1.      | 5      | 4   | Ryan Lochte         | Stany Zjednoczone | 1:58,15   | Q     |
| 2.      | 4      | 4   | László Cseh         | Węgry             | 1:58,29   | Q     |
| 3.      | 5      | 5   | Thiago Pereira      | Brazylia          | 1:58,41   | Q     |
| 4.      | 4      | 6   | Ken Takakuwa        | Japonia           | 1:58,51   | Q,    |
| 5.      | 4      | 7   | Bradley Ally        | Barbados          | 1:58,57   | Q,    |
| 6.      | 6      | 4   | Michael Phelps      | Stany Zjednoczone | 1:58,65   | Q     |
| 7.      | 5      | 7   | Alessio Boggiatto   | Włochy            | 1:58,80   | Q     |
| 8.      | 6      | 2   | Takuro Fujii        | Japonia           | 1:59,19   | Q     |
| 9.      | 5      | 1   | Keith Beavers       | Kanada            | 1:59,19   | Q,    |
| 10.     | 6      | 1   | Darian Townsend     | Południowa Afryka | 1:59,22   | Q,    |
| 11.     | 6      | 6   | Vytautas Janušaitis | Litwa             | 1:59,63   | Q     |
| 12.     | 3      | 1   | Gal Nevo            | Izrael            | 1:59,66   | Q     |
| 13.     | 6      | 5   | James Goddard       | Wielka Brytania   | 1:59,74   | Q     |
| 14.     | 4      | 5   | Liam Tancock        | Wielka Brytania   | 1:59,79   | Q     |
| 15.     | 5      | 6   | Leith Brodie        | Australia         | 1:59,96   | Q     |
| 16.     | 4      | 3   | Dinko Jukić         | Austria           | 2:00,57   | Q     |
| 17.     | 5      | 3   | Tamás Kerékjártó    | Węgry             | 2:00,60   |       |
| 18.     | 6      | 3   | Brian Johns         | Kanada            | 2:00,66   |       |
| 19.     | 6      | 7   | Diogo Carvalho      | Portugalia        | 2:00,66   |       |
| 20.     | 3      | 6   | Michaił Aleksandrow | Bułgaria          | 2:00,70   |       |
| 21.     | 5      | 2   | Dean Kent           | Nowa Zelandia     | 2:01,12   |       |
| 22.     | 6      | 8   | Alexander Tikhonov  | Rosja             | 2:01,21   |       |
| 23.     | 3      | 5   | Ioannis Kokkodis    | Grecja            | 2:01,22   |       |
| 24.     | 3      | 8   | Jeremy Knowles      | Bahamy            | 2:01,35   | NR    |
| 25.     | 2      | 6   | Gard Kvale          | Norwegia          | 2:01,52   | NR    |
| 26.     | 4      | 2   | Łukasz Wójt         | Polska            | 2:01,54   |       |
| 27.     | 2      | 3   | Miguel Molina       | Filipiny          | 2:01,61   |       |
| 28.     | 2      | 4   | Vadym Lepskyy       | Ukraina           | 2:01,73   |       |
| 29.     | 3      | 7   | Saša Imprić         | Chorwacja         | 2:01,83   |       |
| 30.     | 1      | 7   | Omar Pinzón         | Kolumbia          | 2:02,28   |       |
| 31.     | 2      | 2   | Tomáš Fučík         | Czechy            | 2:02,85   |       |
| 32.     | 1      | 5   | Chris Christensen   | Dania             | 2:02,93   |       |
| 33.     | 4      | 1   | Brenton Cabello     | Hiszpania         | 2:03,08   |       |
| 34.     | 3      | 4   | Qu Jingyu           | Chiny             | 2:03,15   |       |
| 35.     | 4      | 8   | Martin Liivamägi    | Estonia           | 2:03,56   |       |
| 36.     | 2      | 5   | Nicholas Bovell     | Trynidad i Tobago | 2:03,90   |       |
| 37.     | 3      | 3   | Dmitriy Gordiyenko  | Kazachstan        | 2:03,92   |       |
| 38.     | 1      | 1   | Andrejs Dūda        | Łotwa             | 2:04,18   |       |
| 39.     | 5      | 8   | Robin van Aggele    | Holandia          | 2:04,33   |       |
| 40.     | 3      | 2   | Markus Deibler      | Niemcy            | 2:04,54   |       |
| 41.     | 1      | 2   | Mehdi Hamama        | Algieria          | 2:04,91   |       |
| 42.     | 2      | 8   | Serkan Atasay       | Turcja            | 2:05,25   |       |
| 43.     | 2      | 1   | Leopoldo Andara     | Wenezuela         | 2:05,71   | NR    |
| 44.     | 1      | 4   | Park Beom-ho        | Korea Południowa  | 2:06,17   |       |
| 45.     | 1      | 3   | Iurii Zakharov      | Kirgistan         | 2:07,01   |       |
| 46.     | 1      | 6   | Danil Bugakov       | Uzbekistan        | 2:10,04   |       |
| 47. !   | 2      | 7   | Andrew Bree         | Irlandia          | 9:99,99 ! | DNS   |

### Półfinały

#### Półfinał 1
| Miejsce | Tor | Zawodnik        | Państwo           | Czas    | Uwagi |
| ------- | --- | --------------- | ----------------- | ------- | ----- |
| 1.      | 3   | Michael Phelps  | Stany Zjednoczone | 1:57,70 | Q     |
| 2.      | 4   | László Cseh     | Węgry             | 1:58,19 | Q     |
| 3.      | 5   | Ken Takakuwa    | Japonia           | 1:58,49 | Q,    |
| 4.      | 1   | Liam Tancock    | Wielka Brytania   | 1:59,42 | Q     |
| 5.      | 6   | Keith Beavers   | Kanada            | 1:59,43 | Q     |
| 6.      | 2   | Darian Townsend | Południowa Afryka | 1:59,65 |       |
| 7.      | 7   | Gal Nevo        | Izrael            | 2:00,43 |       |
| 8.      | 8   | Dinko Jukić     | Austria           | 2:00,98 |       |

#### Półfinał 2
| Miejsce | Tor | Zawodnik            | Państwo           | Czas    | Uwagi |
| ------- | --- | ------------------- | ----------------- | ------- | ----- |
| 1.      | 4   | Ryan Lochte         | Stany Zjednoczone | 1:57,69 | Q     |
| 2.      | 5   | Thiago Pereira      | Brazylia          | 1:58,06 | Q     |
| 3.      | 1   | James Goddard       | Wielka Brytania   | 1:58,63 | Q     |
| 4.      | 3   | Bradley Ally        | Barbados          | 1:59,53 |       |
| 5.      | 2   | Takuro Fujii        | Japonia           | 1:59,59 |       |
| 6.      | 6   | Alessio Boggiatto   | Włochy            | 1:59,77 |       |
| 7.      | 8   | Leith Brodie        | Australia         | 2:00,57 |       |
| 8.      | 7   | Vytautas Janušaitis | Litwa             | 2:00,76 |       |

### Finał
| Miejsce | Tor | Zawodnik       | Państwo           | Czas    | Uwagi |
| ------- | --- | -------------- | ----------------- | ------- | ----- |
| 1. !    | 5   | Michael Phelps | Stany Zjednoczone | 1:54,23 | ,     |
| 2. !    | 6   | László Cseh    | Węgry             | 1:56,52 | ER    |
| 3. !    | 4   | Ryan Lochte    | Stany Zjednoczone | 1:56,53 |       |
| 4.      | 3   | Thiago Pereira | Brazylia          | 1:58,14 |       |
| 5.      | 2   | Ken Takakuwa   | Japonia           | 1:58,22 | AS    |
| 6.      | 7   | James Goddard  | Wielka Brytania   | 1:59,24 |       |
| 7.      | 8   | Keith Beavers  | Kanada            | 1:59,43 |       |
| 8.      | 1   | Liam Tancock   | Wielka Brytania   | 2:00,76 |       |